# Baie de aburi

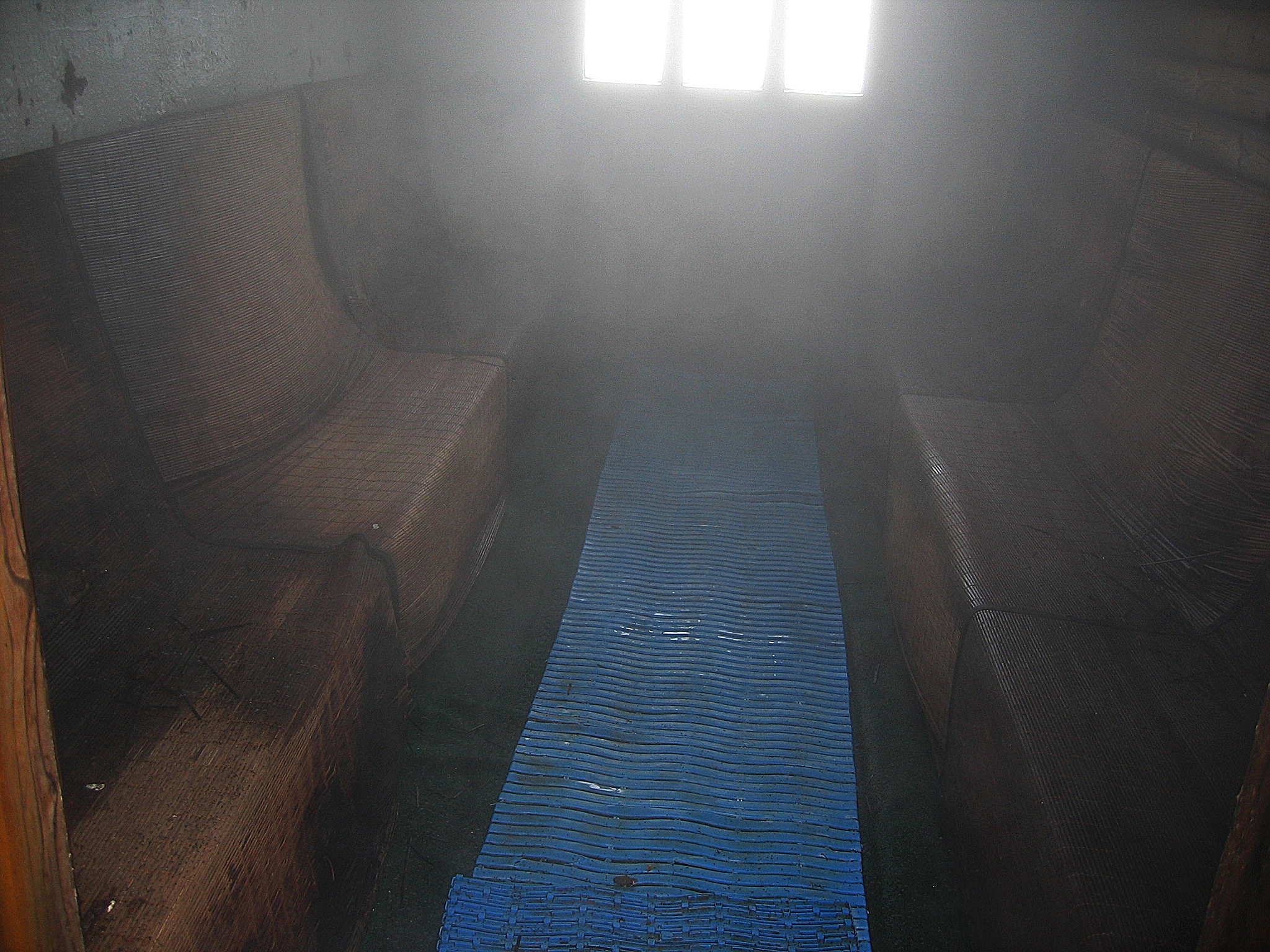
Baie de aburi geotermală în Islanda.

O baie de aburi este o cameră umplută cu aburi pentru relaxare și curățare. Ea are o istorie lungă, ce datează din perioada Greciei Antice și a Romei Antice.

## Istoric
Originile băii de aburi provin din baia romană, care a început să fie utilizată în perioada de apogeu a Imperiului Roman. Băile antice romane îndeplineau mai multe funcții comunitare și sociale în cadrul societății romane. Toți locuitorii Romei foloseau băile publice romane, indiferent de statutul lor socio-economic. Aceste băi romane erau alimentate de izvoarele naturale cu apă fierbinte de sub sol.
Modelele istorice ale unei băi publice – romane, medievale, georgiene și victoriene – au fost restaurate în Bath, Anglia și sunt disponibile ca o baie publică sau termă.

## Băi de aburi moderne
Astăzi există încă băi naturale de aburi și folosesc deseori sisteme similare cu cele pe care le foloseau romanii, având țevi și pompe care transportă apa în piscine întinse din locurile în care există izvoare naturale. Boilerele sunt, de asemenea, folosite acum pentru a menține temperaturile ridicate în băi.
Există multe tipuri diferite de băi de aburi, care sunt diferite de saune. (Ambele sunt fierbinți, dar aburul într-o saună este creat prin aruncarea apei pe o sobă încinsă.)
Baia turcească, camerele cu aburi și dușul cu aburi sunt câteva tipuri de băi de aburi.